# A Hard Day's Night (Grey's Anatomy)
"A Hard Day's Night" é o episódio piloto da série médica americana Grey's Anatomy que foi ar pela American Broadcasting Company em 27 de março de 2005. O episódio introduz os personagens principais, os internos cirúrgicos Meredith Grey, Cristina Yang, Izzie Stevens, Alex Karev e George O'Malley. Outros personagens principais incluem Derek Shepherd, Miranda Bailey, Richard Webber e Preston Burke. Os cinco internos tornam-se confrontados com o seu futuro enquanto entram no mundo da cirurgia no Seattle Grace Hospital.
O episódio foi assitido por uma audiência americana de 16,25 e foi bem recebido pela crítica.

## Enredo
Esse episódio narra o primeiro turno de 48 horas dos novos internos cirúrgicos. Meredith (Ellen Pompeo) conhece Derek Shepherd (Patrick Dempsey), com quem teve um caso de uma noite na noite anterior, e descobre que ele é um novo médico e chefe de neurocirurgia do Seattle Grace, e também seu "chefe". Todos os internos são apresentados à sua residente responsável, Miranda Bailey (Chandra Wilson), apelidada de "Nazista" por seu comportamento sério e rigoroso. Eles também são apresentados ao chefe de cirurgia Richard Webber (James Pickens, Jr.) e ao chefe da cirurgia cardiotorácica Preston Burke (Isaiah Washington), que chama a atenção de Cristina (Sandra Oh). Meredith tem problemas com seu primeiro caso, uma adolescente que está tendo convulsões inexplicáveis. Izzie (Katherine Heigl) não gosta de Meredith, pois pensa que está tentando "chegar à frente" dormindo com um cirurgião assistente; é revelado que Izzie teve uma carreira passada como modelo, e foi assim que ela conseguiu pagar a faculdade de medicina, e ela é provocada por Alex (Justin Chambers). George (T.R. Knight) recebe o apelido "007" depois que todos os seus pacientes iniciais são declarados mortos.
Meredith é filha do aclamada cirurgiã Ellis Grey (Kate Burton), que evidentemente teve um caso com Richard Webber anos antes, enquanto ainda era casada com o pai de Meredith, Thatcher. Ellis agora está lutando contra a doença de Alzheimer, e Meredith constantemente e secretamente a visita.